# Museo Regional Potosino
Le Museo Regional Potosino (Musée régional Potosino) est un musée historique à Mexico.

## Localisation
Le musée se situe sur la place de Aranzazú, dans le centre Historique de San Luis Potosí, au coin de la rue de Galeana, derrière le temple de San Francisco.

## Histoire
Il a été inauguré le 20 novembre 1952. Il est situé, en partie, dans l'ancien couvent San Francisco construit en 1586. Dans ce musée, on peut trouver des objets de l'époque royale, des œuvres de peinture qui datent du XVIe au XIXe siècle et d'autres trésors historiques de la ville de San Luis Potosí. On y trouve aussi des documents historiques, ainsi que des collections archéologiques, olmèques, totonacas, mixtecas parmi d'autres importantes cultures préhispaniques du Mexique.

## Description du musée
Le musée est un chef d’œuvre de l'architecture coloniale espagnole. Le musée se divise en quatre salles.
Dans la salle « Huasteca potosina » sont exposés les premiers vestiges des peuples ayant vécu dans la région, leurs coutumes ethniques, une description de l'environnement géographique de la Huasteca.
La salle « Mesoamérica » est consacrée aux cultures qui ont occupé la partie du territoire national et quelques parties de l'Amérique du Nord. 
La « Chapelle de Aranzazú », de style baroque, se trouve au premier étage de l'ex-couvent de San Francisco. On y trouve un arc décoré avec une fenêtre octogonale et une croix Caravaca. La façade de la chapelle est représentative de l'époque baroque.
Dans le salle « Création » se trouvent le document original de la création de la ville ainsi que les plans de l'époque.

## Récompenses et distinctions
Le Prix de la Conservation du Patrimoine Culturel lui est décerné en 2004 et, en 2011, il reçoit le Prix de l'accès pour les personnes à mobilité réduite.